# Jerzy Zabczyk
Jerzy Zabczyk (* Douai, 29 mars 1941) est un mathématicien polonais et professeur à l'Institut de mathématiques de l'Académie polonaise des sciences.

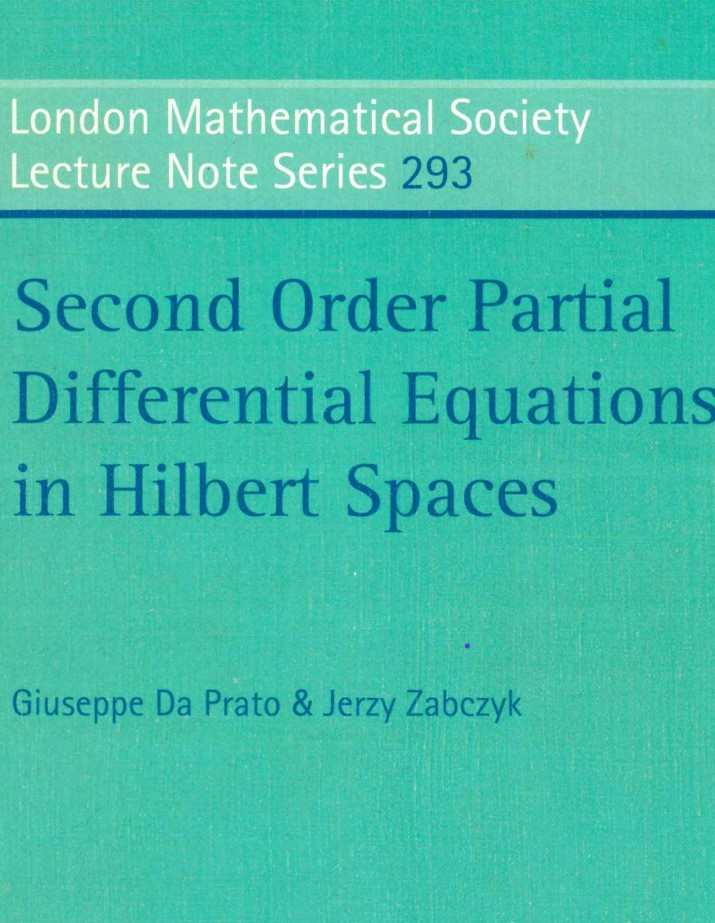
G. Da Prato, J. Zabczyk, Second Order Partial Differential Equations in Hilbert Spaces (2002)

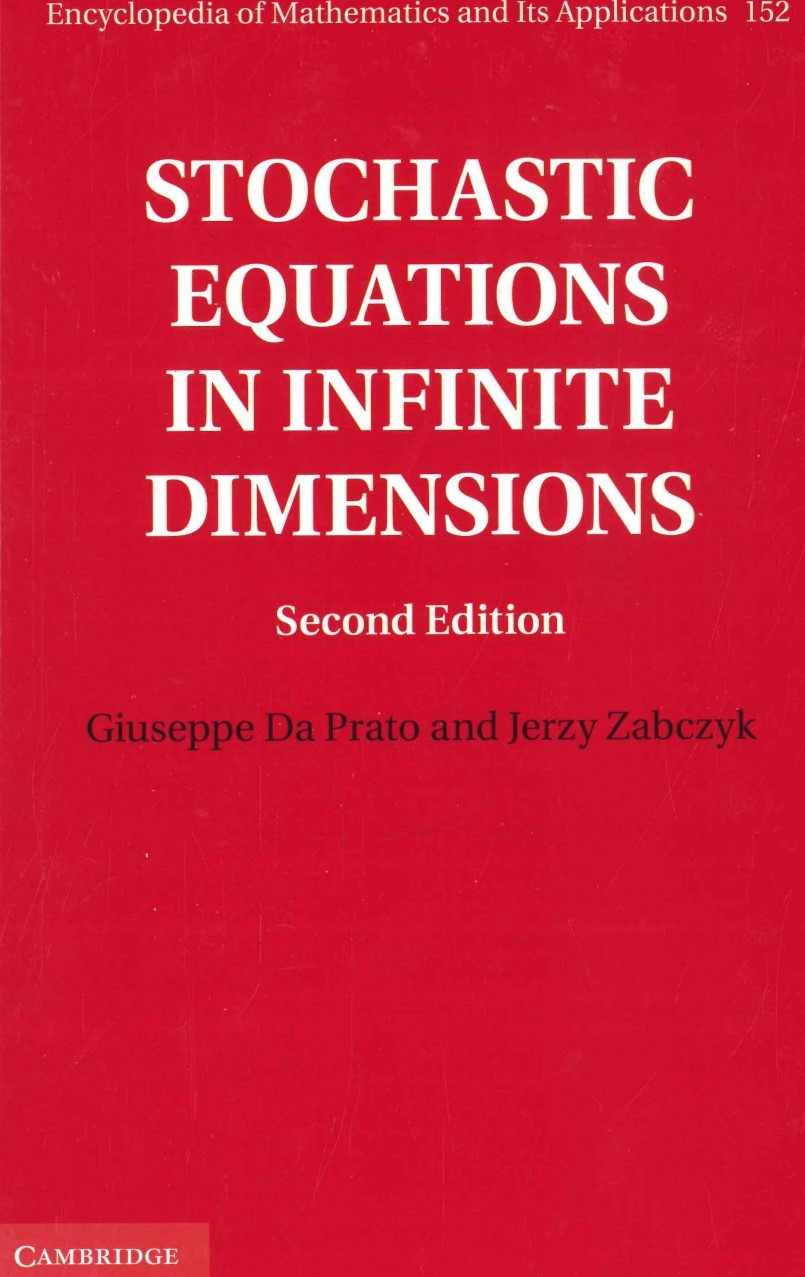
G. Da Prato, J. Zabczyk, Stochastic equations in infinite dimensions (2014)

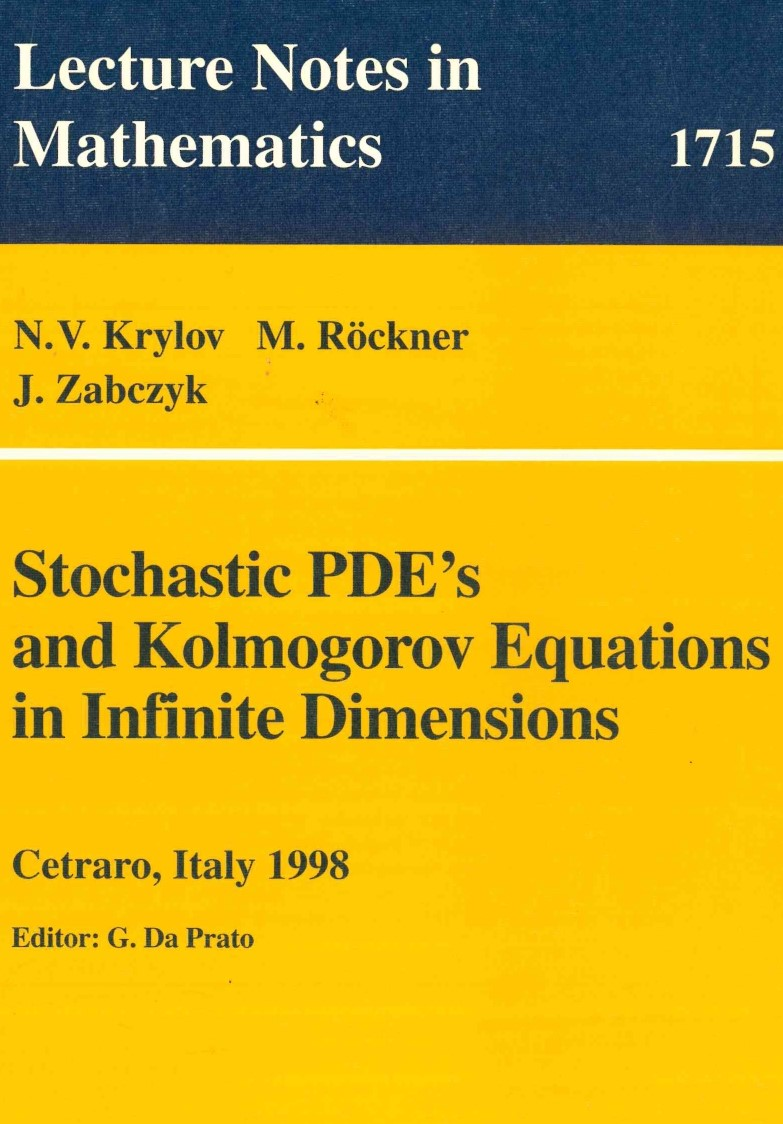
N. A. Krylov, J. Zabczyk, M Röckner, Stochastic PDE's and Kolmogorov Equations in Infinite Dimensions, ed. sc. G. Da Prato (1998)

## Biographie
Jerzy Zabczyk est né en France et est diplômé à l'Université de Varsovie, en 1963. Il a obtenu son doctorat en 1969, à l'Université de Gdańsk et son habilitation en 1975, à l'Académie polonaise des sciences, où il devient professeur associé en 1983 et professeur en 1990. Depuis 2013, il est membre de l'Académie polonaise des sciences.
Il s'occupe principalement de la théorie des probabilités, de la théorie stochastique du contrôle, des équations aux dérivées partielles et des mathématiques financières. Il est un expert en théorie du potentiel stochastique et probabiliste.

## Publications (sélection)

### Livres
- (en) Topics in Stochastic Processes, Pise, Scuola Normale Superiore, 2004, 126 p.
- (en) Mathematical Control Theory : An Introduction, Birkhäuser Cham, 2020, XXVI-336 p. (ISBN 978-3-030-44778-6, lire en ligne).

### Livres en collaboration
- (en) Giuseppe Da Prato et Jerzy Zabczyk, Ergodicity for infinite dimensional systems, Cambridge, Cambridge university press, 1996, XI-339 p. (ISBN 0521579007).
- (en) Giuseppe Da Prato et Jerzy Zabczyk, Second order partial differential equations in Hilbert spaces, Cambridge, Cambridge University Press, 2002, XVI-379 p. (ISBN 0521777291).

## Distinctions et récompenses
2013 - Membre de l'Académie polonaise des sciences.